# Сунь Цюань
Сунь Цюань (спрощ.: 孙权; піньїнь: Sun Quan; 5 липня 182 — 21 травня 252) — імператор держави У в 229⁣ — ⁣252 роках, визначний політичний та військовий діяч Китаю. Посмертне ім'я Да-ді.

## Життєпис
Народився у 182 році у місцевості Фучунь області У (сучасний Фуян провінції Чжецзян). Походив з родини високопосадовців та військовиків. Він був нащадком великого військового діяча Сунь-цзи (з 22-ого покоління після Сунь-цзи), другим сином губернатора м. Чанша Сунь Цзяня.
Під час кризи династії Хань Сунь Цюань почав створювати царство на південному сході Китаю разом зі своїм старшим братом Сунь Це (друге ім'я Бофу). У 200 році, після раптової смерті Сунь Це (відомого стратою лікаря Гань Цзі), Сунь Цюань успадкував його землі й титул. У 208 році він вступив в союз із засновником царства Шу, Лю Беем, і завдав у битві при Чібі («Червона скеля») поразки Цао Цао, який прагнув до загальнокитайської гегемонії. І згодом склався феномен Трицарства. Після цього він вирішив розправитися з недавнім союзником і захопив у 219 році у Лю Бея ключовий округ Цзінчжоу. Цим чином значно розширив свою територію. У 222 році Сунь Цюань проголосив себе князем. У 229 році проголосив себе імператором, зробивши столицею Цзяньє. З цього моменту починається відлік династії У. Надалі зусилля Сунь Цюаня були спрямовані на підкорення царств Вей та Шу, проте вони не мали успіху. Остаточно Сунь Цюань припинив атаку на царство Вей після розгрому у 237 році його союзників — племінного союзу янь, що мешкав у сучасній Маньчжурії.
З іншого боку  Сунь Цюань продовжив розпочату ще за Хань експансію на південь — на території китайської провінції Гуандун (сучасний В'єтнам). Тривалою була боротьба імператора з племенем тай, яке мешкало на території сучасного південного Китаю. З 245 року почалося ослаблення правління Сун Цюаня внаслідок протистояння із синами Сунь Хе та Сунь Ба. Брати інтригували один проти одного заради майбутнього трону. У результаті 250 року Сунь Цюань змусив Сунь Ба вчинити самогубство, а Сунь Хэ позбавив статусу спадкоємця, і натомість зробив спадкоємцем престолу Сунь Ляна. У 252 році Сунь Цюань помер, і Сунь Лян успадкував трон. 